# Treizain
Pour l’article homonyme, voir Treizain (poésie).
Le treizain ou treizain religieux est un ensemble de 13 pièces de monnaie qui sont remises par le fiancé à sa fiancée lors de la cérémonie de mariage.
Les origines sont lointaines et difficiles à établir. De nombreuses définitions ont été données. Les meilleures interprétations sont dans l'ouvrage de Jules Florange L'Amour et le Mariage dans la numismatique.
Cette coutume est encore en vigueur dans le Sud-Ouest français et en Espagne.
En droit féodal, le treizain désignait également le droit de la treizième partie du prix de vente qui est due au seigneur dont le bien relève.